# Karná
Karná – wieś (obec) na Słowacji położona w kraju preszowskim, w powiecie Humenné. Pierwsze wzmianki o miejscowości pochodzą z roku 1543.
Według danych z dnia 31 grudnia 2012, wieś zamieszkiwało 440 osób, w tym 233 kobiety i 207 mężczyzn.
W 2001 roku pod względem narodowości i przynależności etnicznej 87,02% mieszkańców wsi stanowili Słowacy a 12,08% Romowie.
Ze względu na wyznawaną religię struktura mieszkańców kształtowała się w 2001 roku następująco:
- Katolicy rzymscy – 97,32%
- Grekokatolicy – 0,89%
- Nie podano – 0,89%